# Бенедетто Делла Ведова
Бенедетто Делла Ведова (італ. Benedetto Della Vedova; нар. 3 квітня 1962, Сондріо, Ломбардія) — італійський політик.

## Життєпис
Він вивчав економіку в Університеті Бокконі у Мілані.
Політичну діяльність він розпочав на початку 1990-х, входив до лав Радикального руху, зосередженого навколо Марко Паннелла і Емми Боніно.
У 1994 став секретарем Списку Паннелла на національних виборах, а у 1999 отримав мандат члена Європарламенту від Списку Боніно.
З 2001 по 2003 був президентом Італійських радикалів.
Він належав до прихильників повернення радикалів до співпраці з правоцентристською коаліцією Сільвіо Берлусконі. 
У 2005 очолив Ліберальних реформаторів, після того, як радикали вирішили підтримати Романо Проді та його лівоцентристську коаліцію.
Обраний до Палати депутатів від партії «Вперед, Італія» на загальних виборах у 2006, у 2008 переобрався від партії «Народ свободи».
У 2010 він очолив партію «Майбутнє і свобода». 
У 2013 від коаліції «З Монті за Італію» обраний членом Сенату.
У 2014 став заступником Міністра закордонних справ.
23 серпня 2021 представляв Італію на Кримській платформі.